# پورت تالبوت
پورت تالبوت (به انگلیسی: Port Talbot) یک شهرک در ولز است که در شهرستان نیث پورت تالبوت واقع شده‌است.

## خصوصیات
بندر تالبوت ۳۷٬۲۷۶ نفر جمعیت دارد.